# Independiente (álbum de Los Tetas)
Independiente I es el tercer álbum de estudio del grupo de funk chileno Los Tetas. Fue grabado en el año 1999, en Santiago de Chile y Los Ángeles California. Este es el primer álbum de Los Tetas grabado sin una discográfica y con su nuevo bajista, Toly Ramírez Jr. Además de solo poseer 1000 copias a la venta.[cita requerida]

## Lista de canciones
| Independiente I |                              |          |  |
| N.º             | Título                       | Duración |  |
| 1.              | «Intro»                      | 2:24     |  |
| 2.              | «Ntren»                      | 3:48     |  |
| 3.              | «Sin Salida»                 | 2:42     |  |
| 4.              | «Ven a Bailar»               | 3:32     |  |
| 5.              | «Solo se Trata de la Música» | 3:14     |  |
| 6.              | «Años»                       | 2:23     |  |
| 7.              | «En la Radio»                | 3:58     |  |